# Stéphane Marceau
 (octobre 2021).
L'article doit être relu — et modifié si nécessaire — par des contributeurs indépendants pour apporter un regard critique aux contributions effectuées en violation des conditions d'utilisation de Wikipédia, tant sur la forme (notamment concernant le style encyclopédique, la proportionnalité) que sur le fond (la neutralité de point de vue, la qualité et l'indépendance des sources).
 (octobre 2021).
 (octobre 2021).
Pour les articles homonymes, voir Marceau.
Stéphane Marceau, né à Montréal le 5 novembre 1971, est un artiste peintre et sculpteur de nationalité canadienne. Il est reconnu pour son art au niveau international[réf. nécessaire].